# توپ بدون لگد

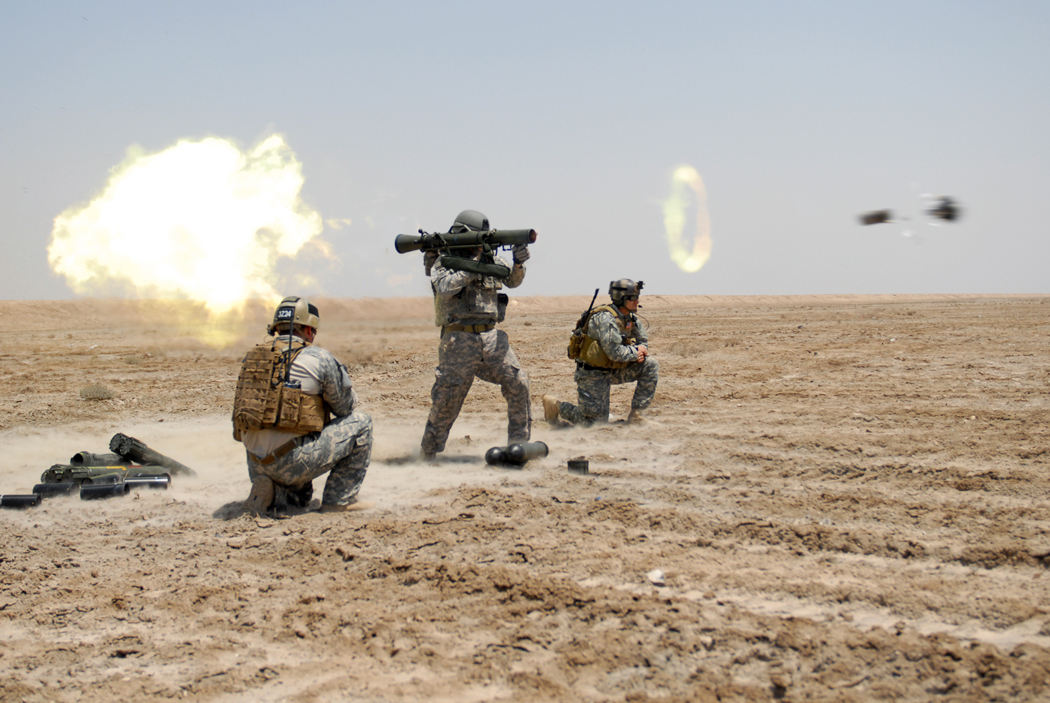
شلیک توپ بدون لگد کارل گوستاو

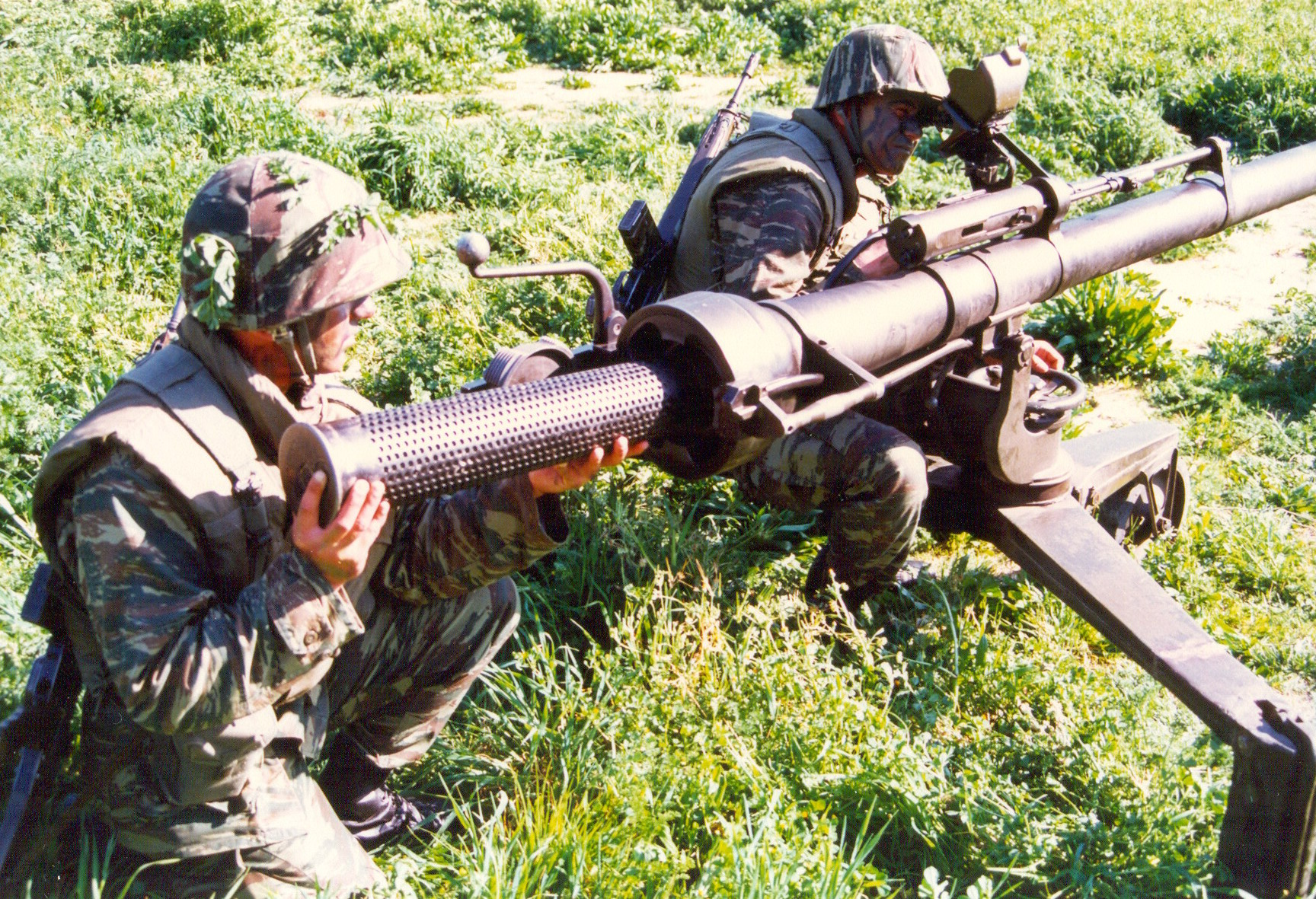
توپ بدون لگد ام۴۰ معروف به تفنگ ۱۰۶

توپ بدون لگد یا تفنگ بدون لگد سلاحی است که گاز حاصل از احتراق را در هنگام شلیک به سوی عقب رانده و در نتیجه لگد آن به طرز قابل ملاحظه‌ای کاهش یافته‌است. این سازوکار باعث می‌شود تا سلاح قادر به شلیک گلوله‌های بسیار بزرگتری در مقایسه با توپ‌های دارای لگد هم‌اندازه خود باشد. توپ‌های بدون لگد به‌طور دستی از ته گلوله‌گذاری شده، با فشار هوا خنک شده، و بیشتر به عنوان یک سلاح ضدتانک استفاده می‌شوند. فشاری که در هنگام شلیک این نوع سلاح‌ها به سمت جلو وارد می‌شود برابر با فشاری است که به عقب وارد می‌شود و گازهای باقی‌مانده از احتراق به سمت عقب حرکت کرده و از ته سلاح خارج می‌شوند، در نتیجه سلاح در هنگام شلیک تقریباً بدون حرکت می‌ماند. توپ بدون لگد را نخستین بار آلمانی‌ها در جنگ جهانی دوم استفاده کردند و ادامه پیشرفت آن در آمریکا به عنوان توپخانه ضدتانک نیروهای هوابرد انجام شد. پس از جنگ کره با پیشرفت زره تانک‌ها نیاز به سلاح‌های ضدتانک سنگین‌تر منجر به تولید انواع بزرگتری از جمله‌ام-۶۷ ۹۰ میلی‌متری و ام۴۰ ۱۰۶ میلی‌متری شد.
سبکی و اندازه کوچک این نوع سلاح امتیاز اصلی آن است و بعضی انواع آن را می‌توان از روی دوش هم شلیک کرد، البته بیشتر از روی سه‌پایه‌های سبک شلیک می‌شوند. توپ‌های بدون لگد از گلوله‌هایی مشابه با گلوله‌های توپ استفاده کرده و توان شلیک آن‌ها را در مسافت و شتابی مشابه با توپ‌های سبک را دارند اما بیشتر برای شلیک گلوله‌های بزرگتر با شتاب کمتر و برد کوتاه‌تر استفاده می‌شوند.
اختراع موشک‌های هدایت‌شونده ضدتانک در دهه‌های ۷۰–۱۹۶۰ باعث شد تا استفاده از توپ‌های بدون لگد رو به کاهش گذاشته و تا حد زیادی با این موشک‌ها جایگزین شوند. با این حال برخی از انواع آن هنوز در کشورهای مختلف در حال استفاده است. توپ دوش‌پرتاب سوئدی ۸۴ م‌م کارل گوستاو که در سال ۱۹۴۶ طراحی شد هنوز به عنوان یکی از سلاح‌های خط مقدم در بسیاری از کشورها استفاده می‌شود و از جمله نیروی تفنگداران دریایی ایالات متحده از آن به عنوان سلاح ضدسنگر استفاده می‌کند. توپ آمریکایی ام۴۰ معروف به تفنگ ۱۰۶ و توپ ۷۳ م‌م اس‌پی‌جی-۹ ساخت شوروی هم هنوز در بسیاری از کشورها از جمله در ایران به عنوان سلاح ضد تانک کاربرد گسترده‌ای دارند.